# شركة النيل الكبرى لعمليات البترول
شركة النيل الكبير للبترول التشغيلية هي شركة تعمل في مجال استكشاف وإنتاج النفط في السودان. تأسست في 18 يونيو 1997، وتولّت إنشاء خط أنابيب نفط النيل الكبرى، الذي يربط حقول النفط الداخلية في السودان بالمصافي في الخرطوم وبورتسودان.
الامتياز النفطي في منطقة غرب أعالي النيل، الذي تُشرف عليه الشركة الوطنية للبترول، يشمل الحقول الكبيرة مثل حقل الوحدة وحقل هجليج، بالإضافة إلى عدد من الحقول الصغيرة في الطرور والنور وتوما الجنوبية وبامبو ومونقا والدفرة.

## المقر الرئيسي
يقع المقر الرئيسي لشركة النيل الكبرى لعمليات البترول في برج يُعرف باسم برج شركة النيل الكبرى للبترول، وهو مبنى شاهق يقع في مدينة الخرطوم، عاصمة السودان. يبلغ ارتفاع البرج 65.72 مترًا ويتكوّن من 18 طابقًا، وقد اكتمل بناؤه في عام 2010. تولت تصميمه شركة استشارية دولية، وتبلغ مساحته الإجمالية نحو 14,000 متر مربع، وقد كان يُستخدم كمقر رئيسي للشركة.
في 17 سبتمبر 2023، تعرّض المبنى لأضرار جسيمة بسبب اندلاع حريق كبير خلال الحرب السودانية عام 2023، نتيجة الاشتباكات بين القوات المسلحة السودانية وقوات الدعم السريع. كان الحريق شديدًا لدرجة أنه دمّر معظم أجزاء المبنى من الداخل، ما أثار تساؤلات حول إمكانية إعادة ترميمه أو هدمه بالكامل.

## الملكية
شركة النيل الكبرى لعمليات البترول هي شركة تشغيل مشتركة مملوكة من قبل:
- مؤسسة البترول الوطنية الصينية بنسبة 40%.
- شركة بتروناس الماليزية بنسبة 30%.
- مؤسسة النفط والغاز الطبيعي الهندية، بنسبة 25%.
- شركة سودابت الوطنية للبترول في السودان، بنسبة 5%.

كانت شركتا الخليج للبترول ومؤسسة آل ثاني تمتلكان سابقًا حصة قدرها 5% لكل منهما. كما كانت شركة تاليزمان إنرجي الكندية، المعروفة سابقًا باسم أراكس، من بين المساهمين المؤسسين، وقد بيعت حصتها إلى شركة أو إن جي سي فيديش في عام 2003.